# Villers-Bretonneux Military Cemetery
Le  Villers-Bretonneux Military Cemetery   est un cimetière militaire de la Première Guerre mondiale situé  sur le territoire de la commune de Fouilloy, dans le département de la Somme, à l'est d'Amiens.

## Localisation
Ce cimetière est situé à 1,5 km au sud de la commune sur la D23 en direction de Villers-Bretonneux.

## Histoire

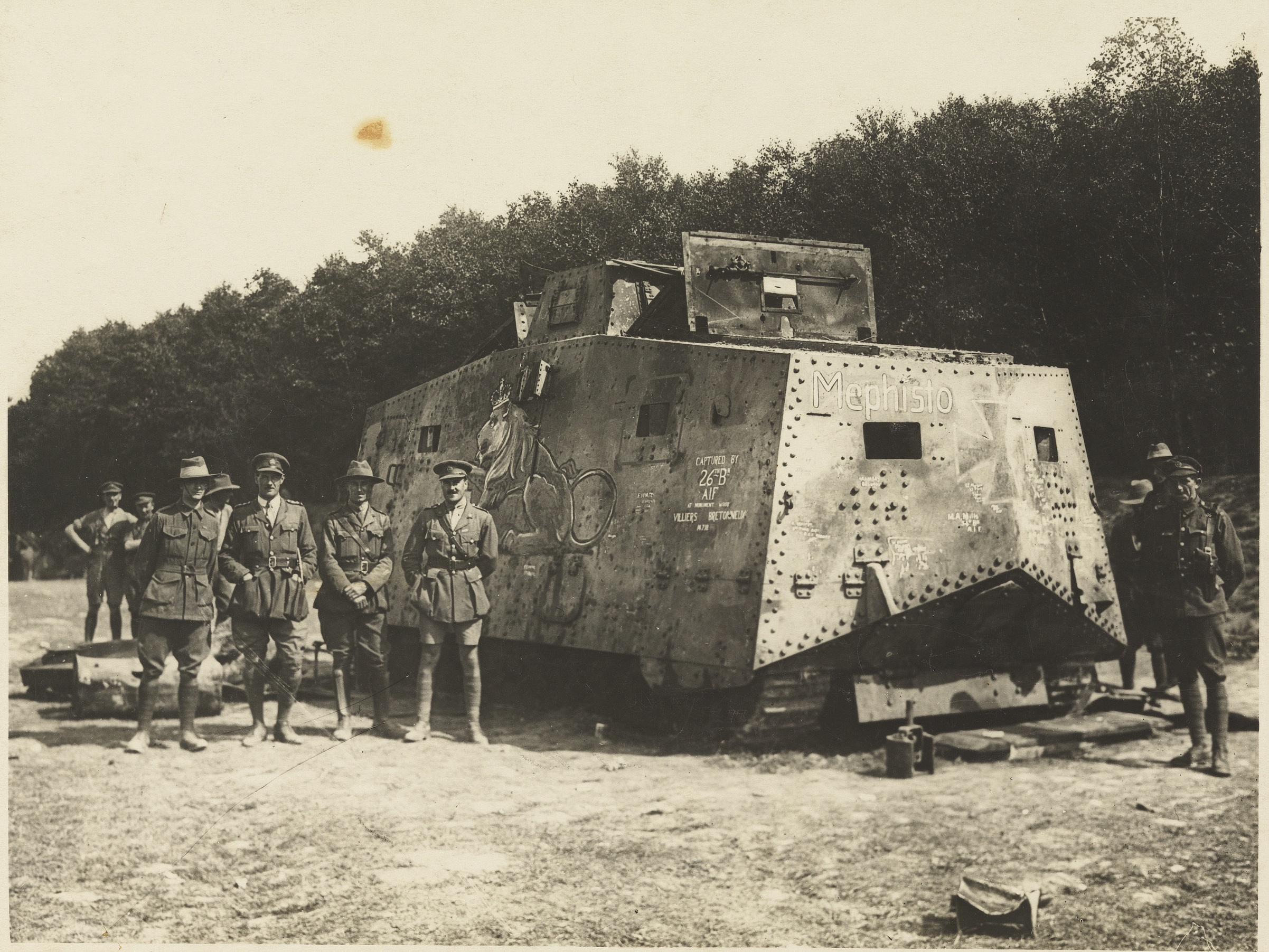
Un char allemand capturé par le 26e bataillon australien, à Monument Wood, près de Villers-Bretonneux, en France, lors d'une opération le 14 juillet 1918..

En mars 1918, l'armée allemande lance, depuis les environs de Saint-Quentin, son Offensive du Printemps en vue conquérir Amiens. Villers-Bretonneux est prise  par les chars et l'infanterie allemande le 23 avril. Ce sera leur ultime point d'avancée puisque , dès le lendemain, des milliers de soldats australiens, qui étaient venus renforcer les effectifs de l'armée britannique reprennent possesssion des ruines de la ville.

Le 24 avril 1918, le premier combat de chars de l'histoire eut lieu entre Villers-Bretonneux et Cachy, et oppose trois  Mark IV britanniques et trois A7V allemands.

Le secteur fut le théâtre de nombreux combats d'avril jusque mi-août 1918, date à laquelle le secteur fut défintivement libéré.

Le cimetière  a été créé  en 1920 pour regrouper les tombes provenant de nombreux cimetières provisoires des environs, pour la plupart de soldats australiens tombés de mars à août 1918. D'autres apports se poursuivront jusqu'en 1925.

Aujourd'hui, 2 150 militaires du Commonwealth de la Première Guerre mondiale sont enterrés ou commémorés dans ce cimetière, dont 609 ne sont pas identifiés
,.

Sur la butte au fond du cimetière, sera érigé en 1938 le Mémorial national australien de Villers-Bretonneux et sa haute tour qui domine le secteur.

## Caractéristiques
Ce cimetière présente un plan rectangulaire de 240 m sur 60. Il est entouré d'une haie d'arbustes.

Il a été conçu par Sir Edwin Lutyens.

### Sépultures
| Pays             | Sépultures |
| ---------------- | ---------- |
| Royaume-Uni      | 1092       |
| Australie        | 783        |
| Canada           | 269        |
| Nouvelle-Zélande | 4          |
| Afrique du Sud   | 4          |
| Total            | 2152       |

## Galerie

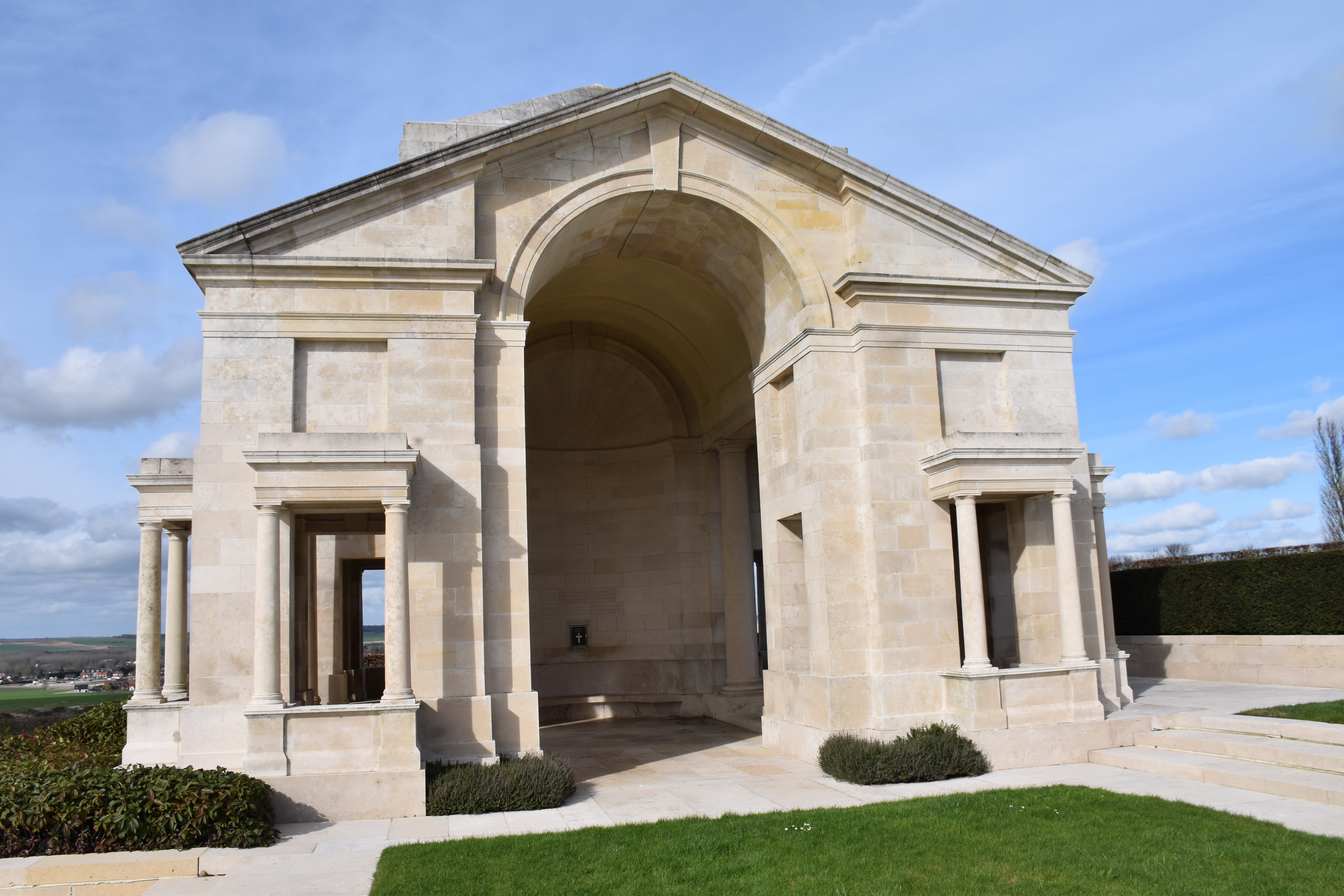
L'une des deux portes monumentales marquant l'entrée du cimetière.
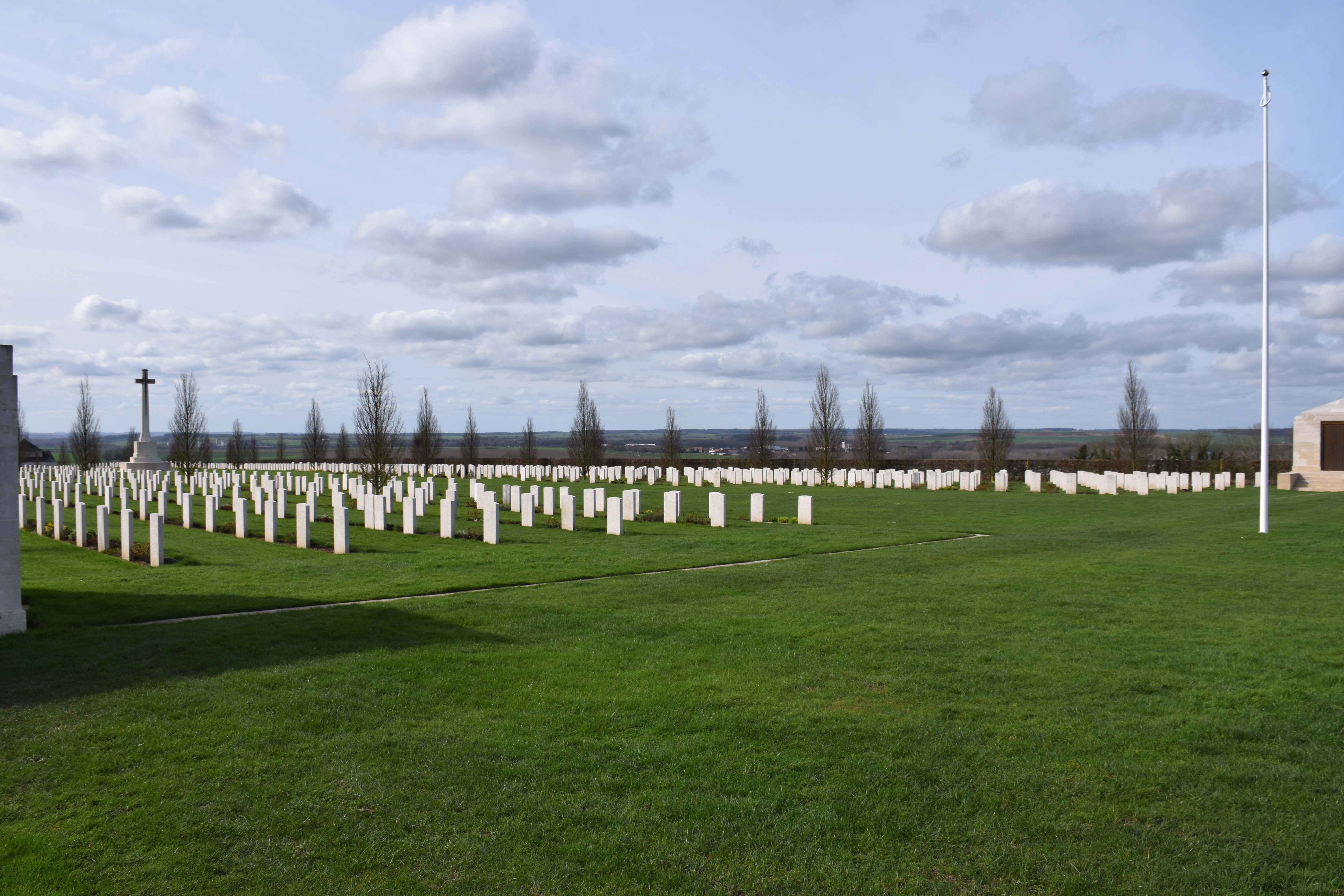
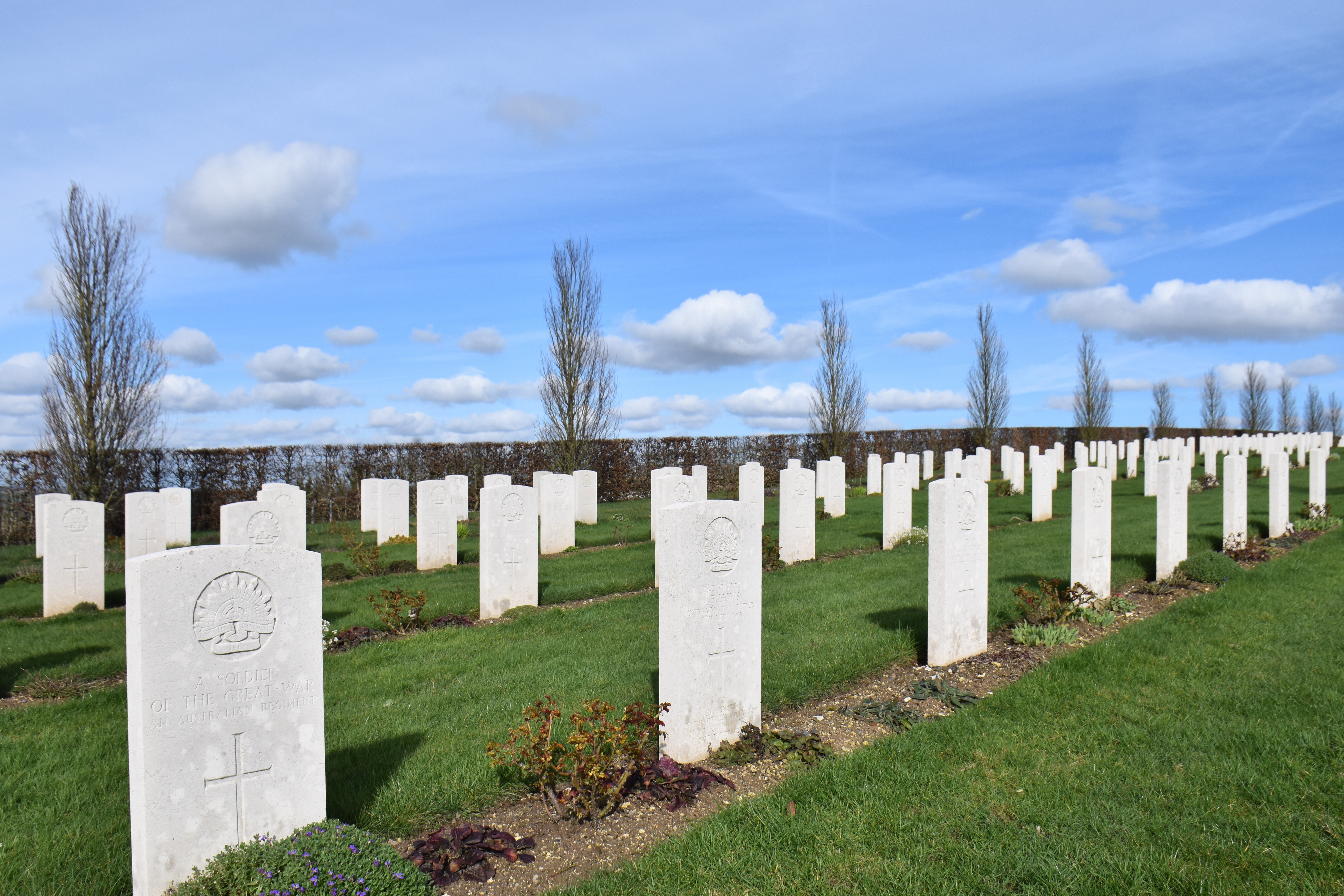
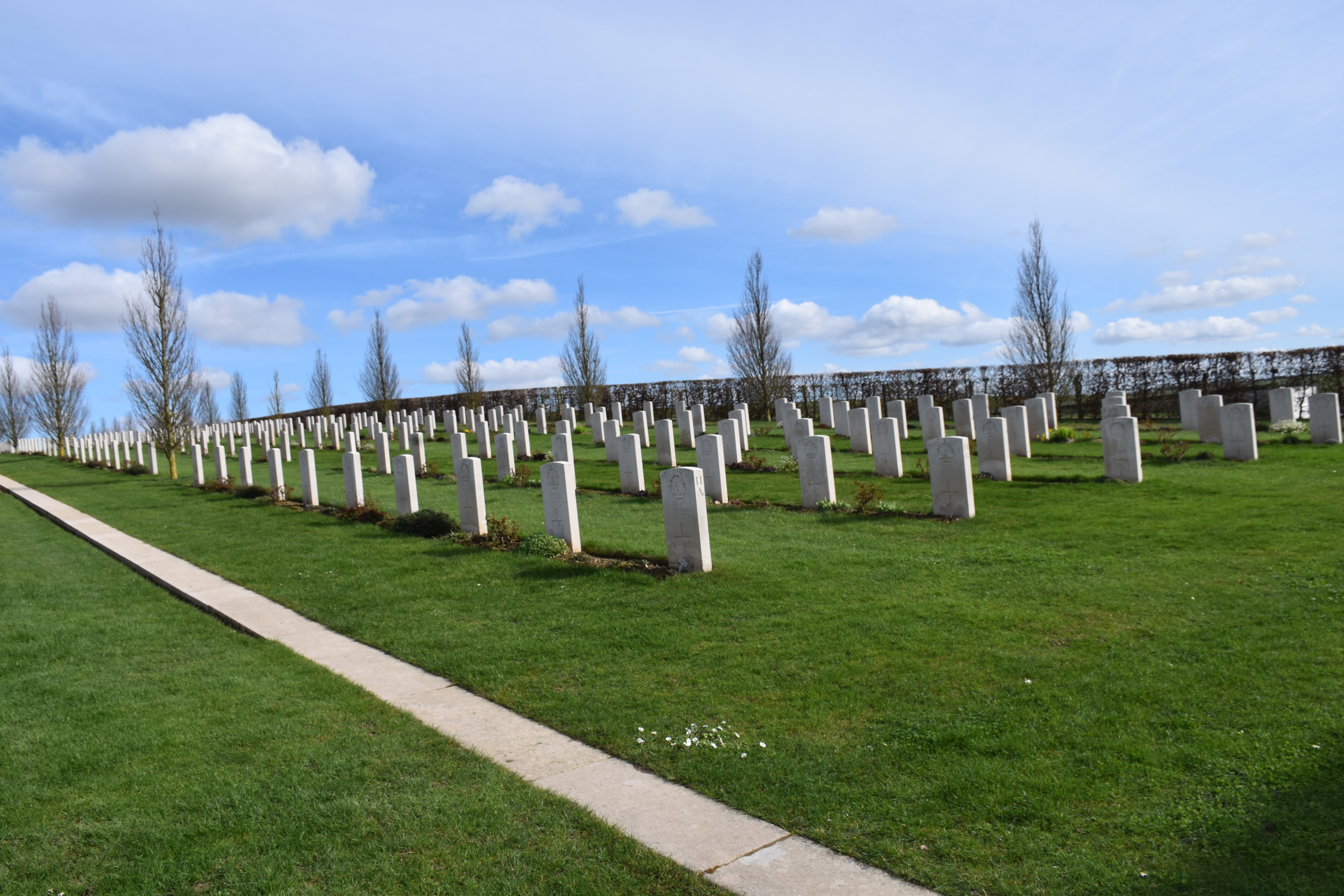
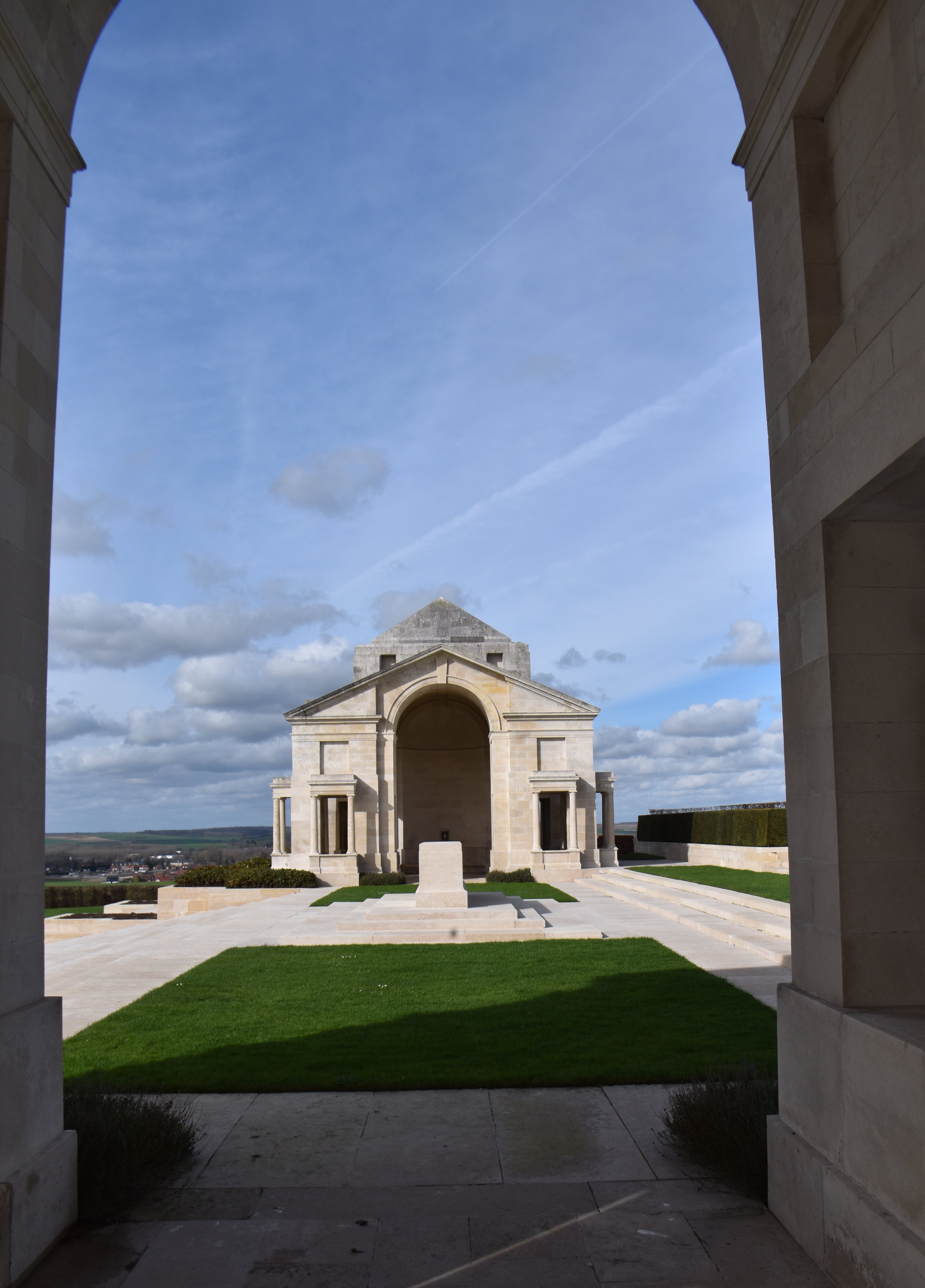
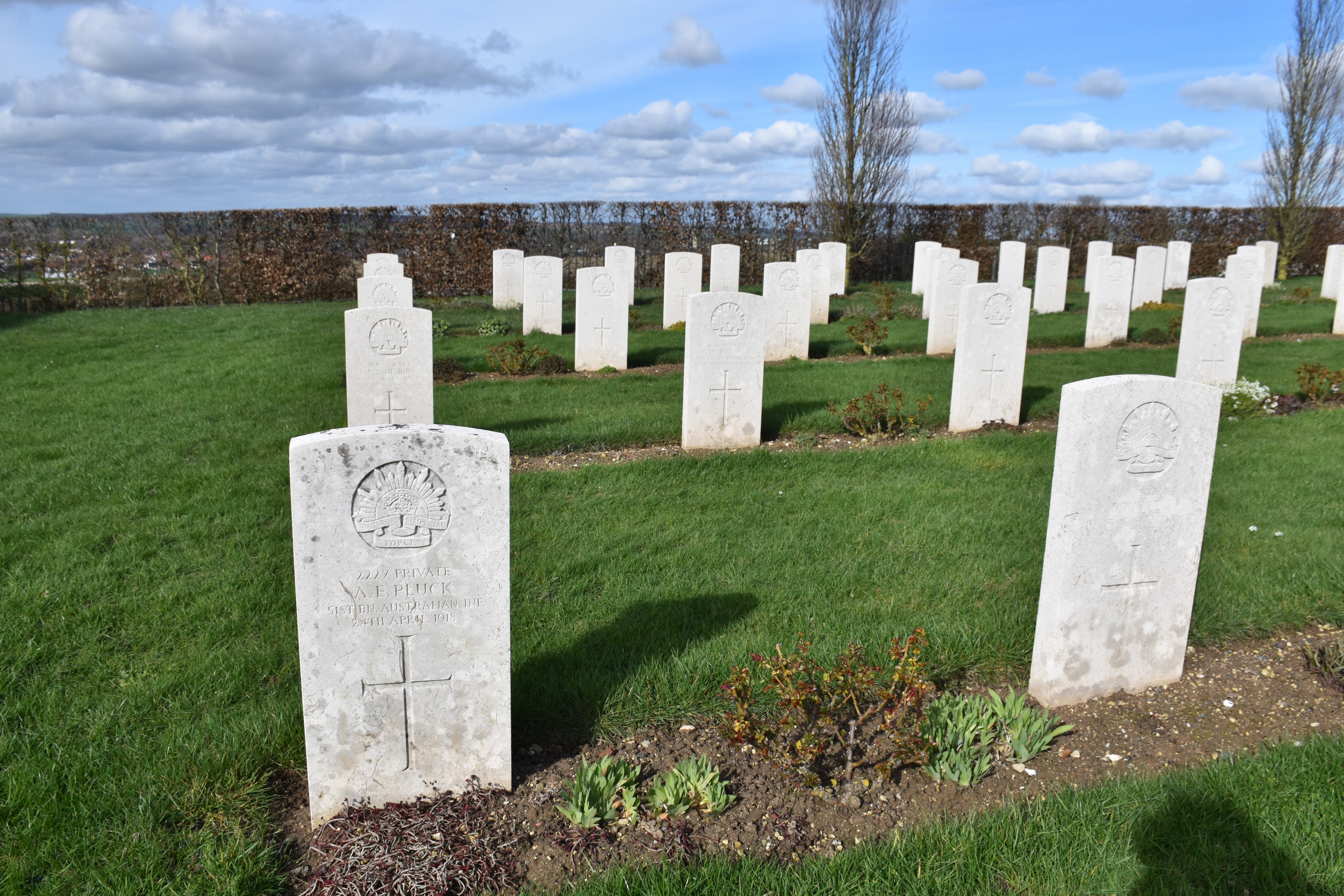
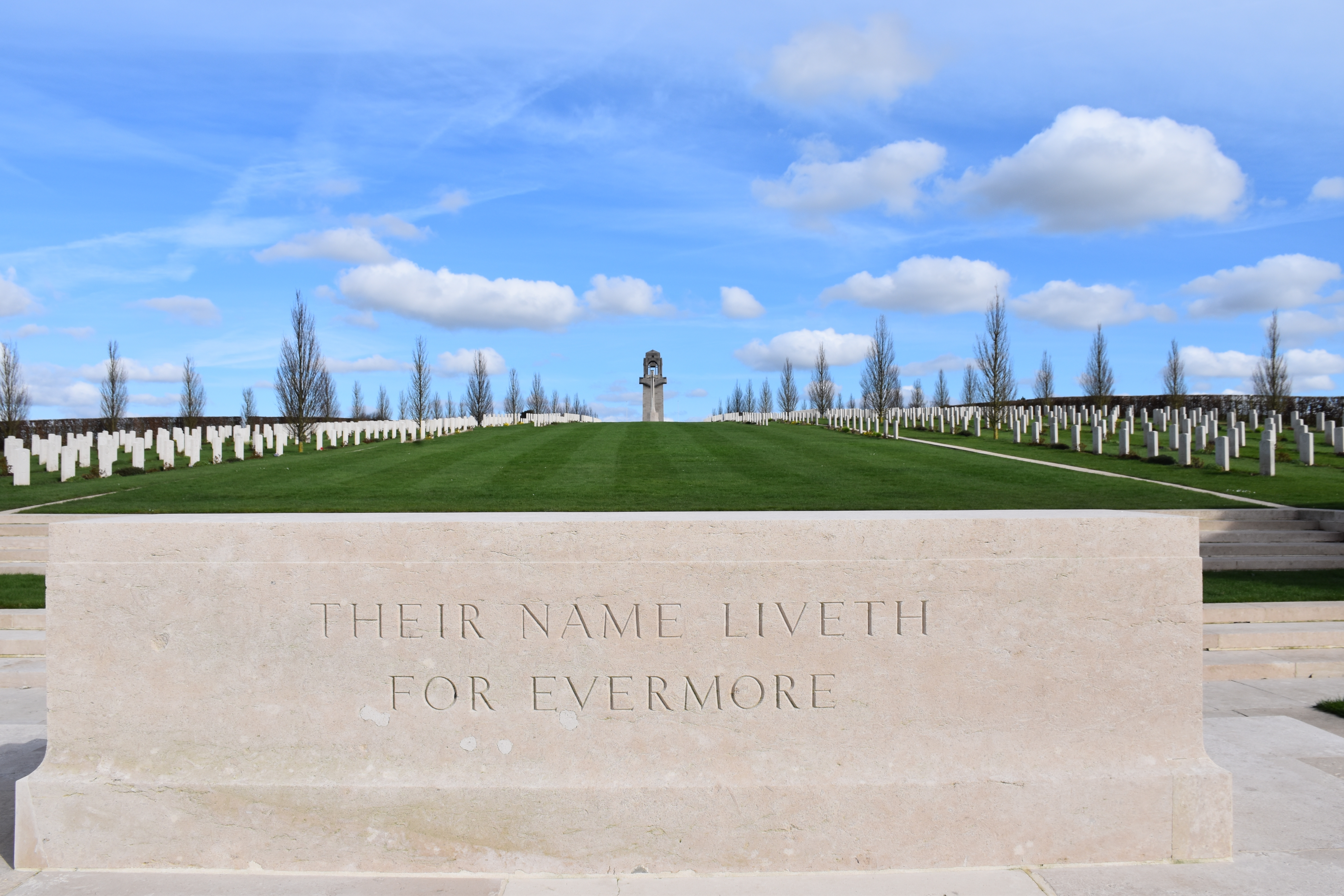
L'entrée du cimetière avec ,en arrière plan, la tour du mémorial australien.
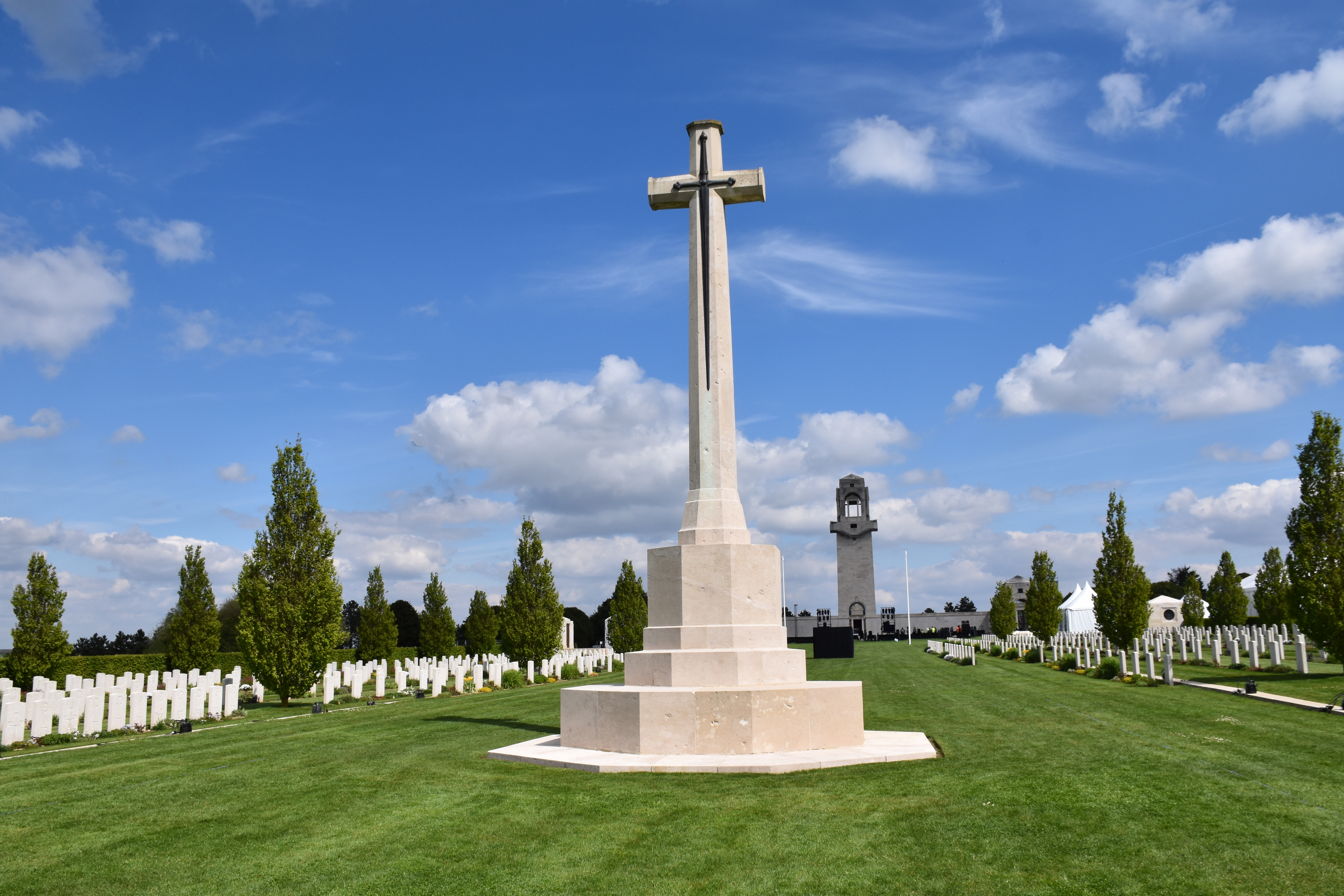
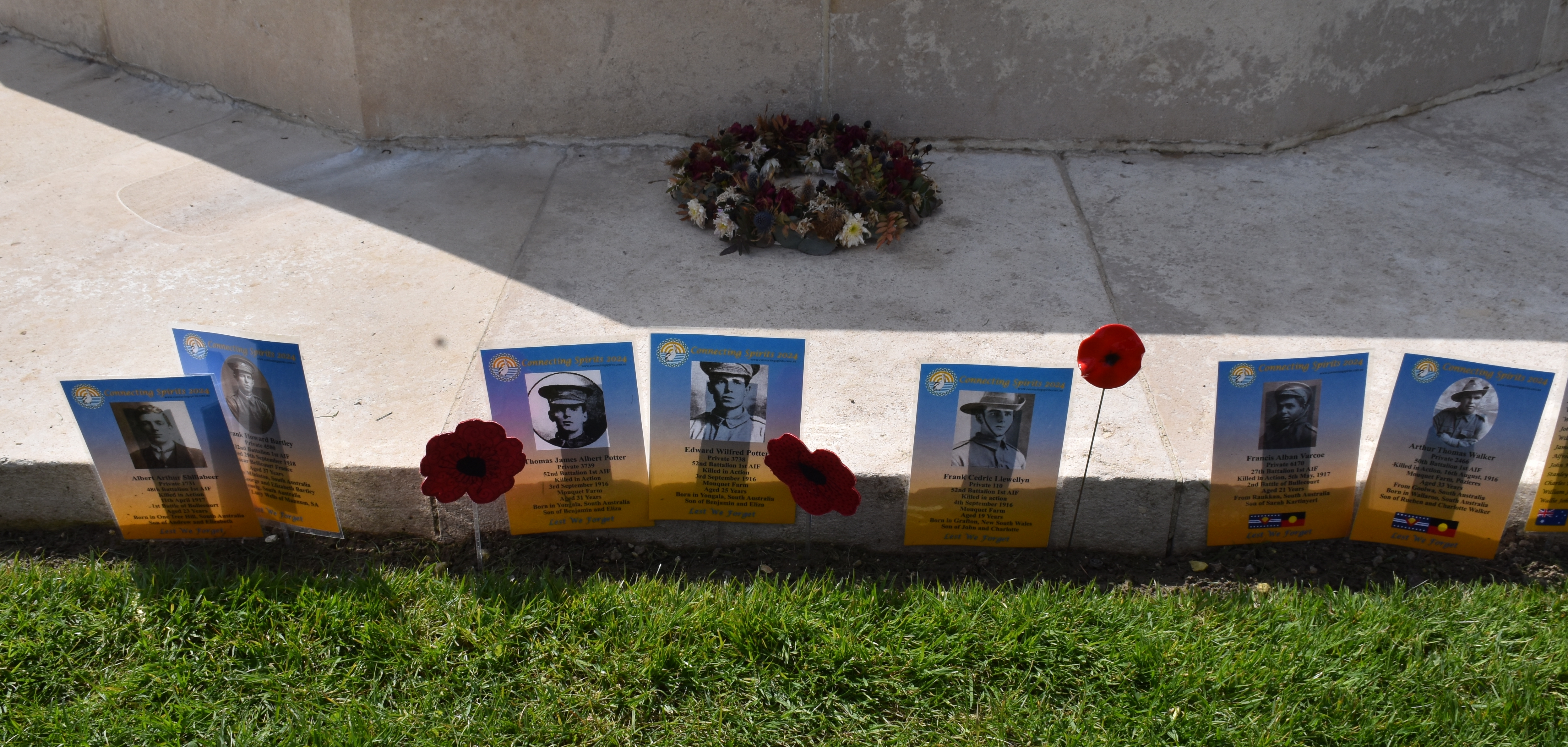